# Fernando Reges
Fernando Francisco Reges Mouta, (n. 25 iulie 1987, Alto Paraiso de Goias, Brazilia), este un fotbalist brazilian-portughez, care joacă ca mijlocaș la SC Internacional din Campionatul Braziliei Série A.

## Palmares

### Club
Porto
- UEFA Europa League: 2010–11
- Primeira Liga: 2008–09, 2010–11, 2011–12, 2012–13
- Taça de Portugal: 2009–10, 2010–11
- Supertaça Cândido de Oliveira: 2009, 2010, 2011, 2012, 2013
- UEFA Super Cup: Runner-up 2011
- Taça da Liga: Runner-up 2009–10, 2012–13

Manchester City
- Football League Cup: 2015–16